# Más (canción de Nelly Furtado)
«Más» es el segundo sencillo del álbum Mi Plan de la cantautora luso-canadiense Nelly Furtado. Fue lanzado el 21 de julio del 2009 en la tienda de iTunes.
La canción fue escrita por Nelly Furtado, Lester Mendez y Andrés Recio.

## Lanzamiento y filtraciones
"Más" estuvo clasificacda con el puesto número 79 de descargas y el número 189 en el top de descargas ilegales del 1 al 200. "Más" sin ninguna colaboración, el video fue grabado en Kansas según los rumores, aunque también se sospecha que fue grabada en México y el 13 de octubre se filtró el video, aunque se suprimió después de 2 días en Youtube.
Nelly Furtado grabó una versión italiana de la canción, que estuvo disponible en italiano a partir del 10 de enero de 2010.

## Lista de canciones
Descarga digital
1. "Más" (3:31)

CD Sencillo Alemania
1. "Más" (3:31)
2. "Más" (Instrumental)

Remix
1. "Más (Remix)" (3:49) (feat. Tony Dize)

## Vídeo
El vídeo musical se estrenó el viernes, 13 de noviembre de 2009 en German TV (Viva). El vídeo es una continuación del de Manos al Aire. Enseña a Furtado y a su novio en distintas situaciones. También aparecen escenas de Furtado cantando en una habitación con un gran espejo y un sillón. Primero, salen Furtado y su novio durante el desayuno. Furtado le da su plato, pero él no la mira. Entonces se va, y por la noche, cuando Furtado ya está en la cama, llega tarde a casa y también se acuesta, pero otra vez no la mira. Entonces se sientan en el salón, él está chateando en su portátil y cuando se va de la habitación, ella mira su ordenador. Se da cuenta de que la traiciona, así que conduce hasta la dirección y espera a que su novio y su affair (la consejera matrimonial que aparece en Manos Al Aire) salgan de la casa. Sale del coche y les grita a los dos. Se pelea con su novio, y al final del vídeo, vuelve a su coche, seguida por una escena de ella cantando la última línea de la canción delante del espejo.

## Letra
"Más" se refiere a la dinámica de una relación problemática, que lentamente comienza a desaparecer. La cantante quiere sentir, vivir y ser más amada. Nelly la describe como una canción de amor simple.

## Posicionamiento en listas
| Listas (2009)                             | Posiciones |
| ----------------------------------------- | ---------- |
| Alemania (Airplay Chart)                  | 32         |
| Argentina (Top 100)                       | 38         |
| Chile Top 100                             | 52         |
| Eslovaquia (Rádio Top 100)                | 87         |
| Eslovenia Lista de Sencillos              | 12         |
| European Hit Radio Top 100                | 7          |
| Euro 200                                  | 163        |
| Italia Airplay Chart                      | 47         |
| México (Billboard Mexican Airplay)        | 29         |
| México (Billboard Mexico Español Airplay) | 15         |
| Polonia (Polish Airplay Top 100)          | 26         |
| Portugal Top 40                           | 1          |
| Suiza Airplay Chart                       | 23         |